# يوليا بيريسيلد
يوليا سيرجيفنا بيريسيلد (من مواليد 5 سبتمبر 1984) هي ممثلة مسرحية ومغنية ورائدة فضاء روسية.

## حياتها الشخصية
لديها ابنتان آنا (من مواليد 2009) وماريا (من مواليد عام 2012)، زوجها هو المخرج السينمائي أليكسي أوشيتل، وهو عضو في المؤسسة الخيرية "Galchonok"، التي تعمل على توفير العلاج للأطفال الذين يعانون من اضطرابات الجهاز العصبي المركزي العضوي.

## حياتها الفنية
ولدت يوليا بيريسيلد في بسكوف، روسيا كان والدها رسامًا وأمها عاملة في روضة أطفال، منذ الطفولة كانت يوليا تحلم بأن تصبح ممثلة، في الصف الثالث شاركت في التمثيل في المدرسة وغنت ومثلت في المسرحيات المدرسية، في سن الحادية عشرة شاركت في مسابقة المواهب الشابة «نجمة الصباح»، وفي عام 2001 تخرجت من المدرسة الثانوية.
بعد المدرسة التحقت بكلية اللغة الروسية بمعهد الدولة في بسكوف، لكن بعد دراستها لمدة عام واحد ذهبت إلى موسكو ودخلت في كلية المسرح، وفي عام 2006 تخرجت من قسم التمثيل من الجامعة الروسية للفنون المسرحية.
منذ عام 2007، تشارك كممثلة في مسرح الأمم، وتعمل حاليًا مع مسرح "School of Modern Play".

## جوائز

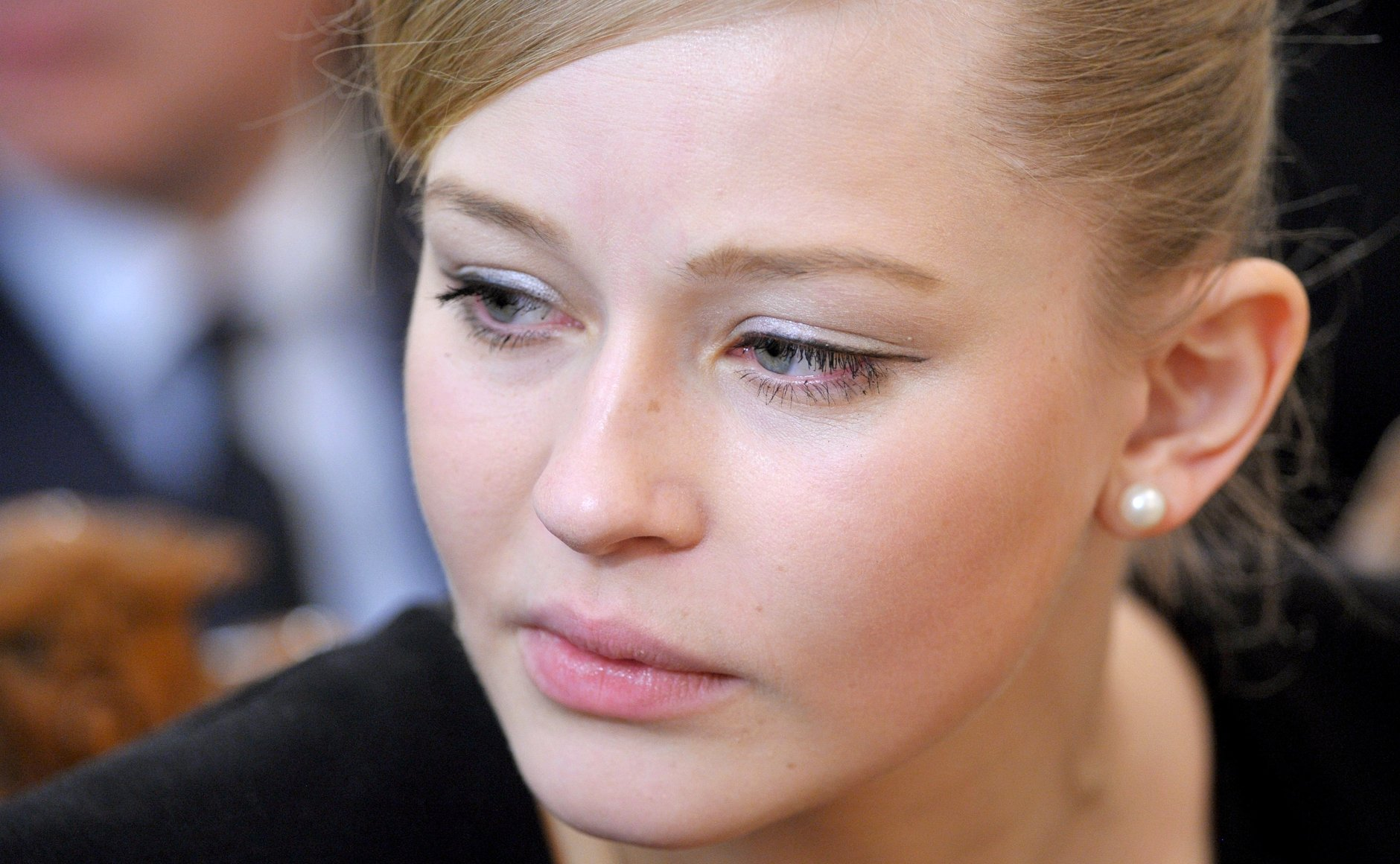
يوليا في حفل توزيع جوائز في الكرملين (2013)

- جائزة رئيسة روسيا للفنانين الشباب (2013)
- جائزة الفيل الأبيض لأفضل ممثلة في دور مساعد (2010)
- جائزة النسر الذهبي لأفضل ممثلة في دور مساعد (2010)
- جائزة أفضل ممثلة في مهرجان بريكس السينمائي (2015)

## روابط خارجية
- يوليا بيريسيلد على موقع IMDb (الإنجليزية)
- يوليا بيريسيلد على موقع ألو سيني (الفرنسية)
- يوليا بيريسيلد على موقع أول موفي (الإنجليزية)
- يوليا بيريسيلد على موقع قاعدة بيانات الفيلم (الإنجليزية)
- يوليا بيريسيلد على موقع كينوبويسك (الروسية)